# Liste der Herrscher namens Heinrich
Heinrich hießen folgende Herrscher:

## Heinrich
- Heinrich (Lateinisches Kaiserreich), Kaiser (1206–1216)
- Henri (Luxemburg), Großherzog (seit 2000)
- Heinrich (Burgund), der Große, Herzog (965–1002)
- Heinrich der Löwe, Herzog von Sachsen und von Bayern (1156–1180)
- Heinrich der Jüngere, Landgraf von Hessen, Mitregent (1284–1298)
- Heinrich (Sachsen), Herzog (1539–1541), Markgraf von Meißen
- Heinrich (Sachsen-Römhild), Herzog (1680–1710)
- Heinrich (Sachsen-Merseburg), Herzog (1731–1738)
- Heinrich von Alt-Lübeck, Fürst der Abodriten (1090–1127)
- Heinrich (Anhalt-Köthen), Fürst (1830–1847)
- Heinrich von Schweinfurt, Markgraf von Schweinfurt (981–1017)
- Heinrich von Burgund, Graf von Portugal (1094–1112)
- Heinrich von Groitzsch, Markgraf der Lausitz (1131–1135)
- Heinrich von Badewide, Graf von Holstein und Stomarn (1138–1139), Wagringen (1142), Polabrien (1143–1164), Ratzeburg (1154–1164)
- Heinrich von Limburg-Broich, Graf von Limburg (1459–1486)
- Heinrich von Württemberg, Graf (1473–1482)

- Heinrich von Flandern ist: Heinrich (Lateinisches Kaiserreich)

### Heinrich I.
- Heinrich I. (Haiti), Kaiser (1811–1820), siehe Henri Christophe
- Heinrich I. (Ostfrankenreich), König (919–936), auch als Kaiser bezeichnet
- Heinrich I. (Frankreich), König (1031–1060)
- Heinrich I. (England), König (1100–1135)
- Heinrich I. (Kastilien), König (1214–1217)
- Heinrich I. (Zypern), König (1218–1253)
- Heinrich I. (Navarra), der Dicke, König (1270–1274)
- Heinrich I. (Portugal), König (1578–1580)
- Heinrich I. (Polen), der Bärtige, Großherzog (1231–1238)
- Heinrich I. (Bayern), Herzog (945–955)
- Heinrich I. (Limburg), Herzog von Niederlothringen (1100–1106)
- Heinrich der Ältere (Mödling), Herzog von Mödling (um 1158–1223)
- Heinrich I. (Brabant), Herzog (1190–1235)
- Heinrich I. (Braunschweig-Grubenhagen), Herzog (1279–1322)
- Heinrich I. (Schweidnitz), Herzog (um 1294–1346)
- Heinrich I. (Braunschweig), Herzog (1388–1416)
- Heinrich I. (Münsterberg-Oels), Herzog (1462–1498)
- Heinrich I. (Braunschweig-Lüneburg), Herzog (1486–1520)
- Heinrich I. (Braunschweig-Wolfenbüttel), der Ältere, Herzog (1491–1514)
- Henri I. de Lorraine, duc de Guise, Herzog (1563–1588)
- Heinrich I. von Lothringen, der Gute, Herzog (1608–1624)
- Heinrich I. (Baden-Hachberg), Markgraf (1212–1231)
- Heinrich I. (Brandenburg), Markgraf (1256–1318)
- Heinrich I. (Hessen), Landgraf (1247–1308)
- Heinrich I. (Anhalt), Fürst (1212–1252)
- Heinrich I. von Lothringen, Pfalzgraf von Lothringen (1045–1060)
- Heinrich I. der Lange, Pfalzgraf bei Rhein (1195–1212), siehe Heinrich (V.) der Ältere von Braunschweig
- Heinrich I. (Mecklenburg), der Pilger, Fürst (1264–1302)
- Heinrich I. (Meißen), Markgraf (1087–1103)
- Heinrich I. (Österreich), der Starke, Markgraf (994–1018)
- Heinrich I. (Reuß-Schleiz), Fürst (1726–1744)
- Heinrich I. (Löwen), Graf (1015–1038)
- Heinrich I. (Eu), Graf (1096–1140)
- Heinrich I. (Geldern), Graf (1131–1182)
- Heinrich I. (Oldenburg), Graf (1142–1167)
- Heinrich I. (Dohna), Burggraf (1143/1144–1171/1181)
- Heinrich I. (Tecklenburg), Graf (1150–1156)
- Heinrich I. (Champagne), der Liberale, Graf (1152–1181)
- Heinrich I. (Arnsberg), Graf (1154–1185)
- Heinrich I. (Nassau), Graf (1159–1167)
- Heinrich I. (Bar), Graf (1170–1189)
- Heinrich I. von Sax, Graf (ca. 1180–1427)
- Heinrich I. (Rodez), Graf († 1222)
- Heinrich I. (Zweibrücken), Graf (1180–1225)
- Heinrich I. (Ortenburg), Reichsgraf von Ortenburg (1186–1241)
- Heinrich I. (Waldeck und Schwalenberg), Graf von Waldeck und Schwalenberg (1190–1214)
- Heinrich I. (Schwerin), der Schwarze, Graf von Schwerin (1195(?)–1228)
- Heinrich I. (Hoya), Graf (1202–1235)
- Heinrich I. (Vianden), Der Sonnenkönig, Graf (1210–1250)
- Heinrich I. (Heinsberg), Graf (1228–1259)
- Heinrich I. (Vaudémont), Graf (1244–1278)
- Heinrich I. von Sponheim-Bolanden, Graf (um 1255–vor 1314)
- Heinrich I. (Sponheim-Starkenburg), Graf (1266–1289)
- Heinrich I. (Braunschweig-Grubenhagen), der Wunderliche, Graf (1279–1322)
- Heinrich I. (Holstein-Rendsburg), Graf (1290–1304)
- Heinrich I. (Nassau-Beilstein), Graf (1343–1378/1380)
- Heinrich I. (Werle), Herr (1277–1291)
- Heinrich I. (Isenburg-Grenzau), Herr (um 1160 – vor 1227)
- Heinrich I. (1166–1197), König von Jerusalem, siehe Heinrich II. (Champagne)
- Heinrich I. (940–989), Herzog von Kärnten und Bayern, siehe Heinrich III. (Bayern)
- Heinrich I. von Luxemburg (um 960–1026), Herzog von Bayern, siehe Heinrich V. (Bayern)
- Heinrich I. (Trier), Erzbischof von Trier (956–964)
- Heinrich I. von Assel, Erzbischof von Magdeburg (1102–1107)
- Heinrich I. von Mainz, Erzbischof von Mainz (1142–1153)
- Heinrich I. von Köln, Erzbischof von Köln (1225–1238)
- Heinrich I. (Augsburg), Bischof (973–982)
- Heinrich I. (Würzburg), Bischof (996–1018)
- Heinrich I. (Chur), Bischof (1070–1078)
- Heinrich I. von Freising († 1137), 1098 bis 1137 Bischof von Freising
- Heinrich I. von Wolfratshausen († 1155), 1132 bis 1155 Bischof von Regensburg
- Heinrich I. (Gurk) († 1174), 1168 bis 1174 Bischof von Gurk
- Heinrich I. (Lübeck) († 1182), 1173 bis 1182 Bischof von Lübeck
- Heinrich I. von Maastricht († 1195), 1192 bis 1195 Bischof von Worms
- Heinrich I. (Seckau) († 1243), 1232 bis 1243 Bischof von Seckau
- Heinrich I. von Bilversheim († 1257), 1242 bis 1257 Bischof von Bamberg
- Heinrich I. von Raron († 1271), 1243 bis 1271 Bischof von Sitten
- Heinrich I. von Rusteberg (* um 1200; † 1257), 1246 bis 1257 Bischof von Hildesheim
- Heinrich I. (Utrecht) (Heinrich I. von Vianden), 1250/1252 bis 1267 Fürstbischof von Utrecht
- Heinrich I. von Grünberg († 1335), 1316 bis 1335 Bischof von Naumburg
- Heinrich I. von Bingarten (um 1090–1155), 1127 bis 1155 Abt der Reichsabtei Hersfeld
- Heinrich I. (Berchtesgaden), 1151 bis 1174 Abt von Berchtesgaden
- Heinrich I. (Abt von St. Blasien), 1237 bis 1241 Abt im Kloster St. Blasien im Südschwarzwald
- Heinrich I. (Ebrach), 1244 bis 1252 Abt im Kloster Ebrach im Steigerwald

### Heinrich II.
- Heinrich II. (HRR), römisch-deutscher Kaiser (1014–1024)
- Heinrich II. (England), Kurzmantel, König (1154–1189)
- Heinrich II. (Zypern), König (1285–1324) und König von Jerusalem (1285–1291)
- Heinrich II. (Kastilien), der Bastard, König (1369–1379)
- Heinrich II. (Navarra), König (1516–1555)
- Heinrich II. (Frankreich), König (1547–1559)
- Heinrich II. (Polen), der Fromme, Großherzog von Polen (1238–1241)
- Heinrich II. (Bayern), der Zänker, Herzog (955–976, 985–995), auch Heinrich II. (Kärnten)
- Heinrich II. (Österreich), Jasomirgott, Herzog (1156–1177)
- Heinrich II. (Mödling) der Jüngere, Herzog von Mödling (1182–1236)
- Heinrich II. (Brabant), Herzog (1235–1248)
- Heinrich II. (Holstein-Rendsburg), der Eiserne, Herzog von Schleswig (1340–1382)
- Heinrich II. (Braunschweig), der Friedfertige, Herzog zu Braunschweig-Lüneburg, Fürst von Lüneburg (1416–1428), Fürst von Braunschweig-Wolfenbüttel (1428–1473)
- Heinrich II. (Braunschweig-Grubenhagen), Herzog (bis 1464)
- Heinrich II. (Braunschweig-Wolfenbüttel), der Jüngere, Herzog (1489–1568)
- Heinrich II. (Lothringen), der Gute, Herzog (1653–1624)
- Henri II. de Lorraine, duc de Guise, Herzog (1640–1664)
- Heinrich II. (Münsterberg), Herzog (1410–1420)
- Heinrich II. (Münsterberg-Oels), Herzog (1536–1542)
- Heinrich II. (Schweidnitz), Herzog von Schweidnitz-Jauer († 1343)
- Heinrich II. (Meißen), Markgraf (1103–1123)
- Heinrich II. (Namur), Markgraf (1226–1229)
- Heinrich II. (Baden-Hachberg), Markgraf (1231–1289)
- Heinrich II. (Brandenburg), der Jüngere, Markgraf von Brandenburg (1318–1320)
- Heinrich II. (Hessen), der Eiserne, Landgraf (1328–1376)
- Heinrich II. von Laach, Pfalzgraf bei Rhein (1085/1087–1095)
- Heinrich II. (Anhalt), Fürst von Anhalt-Aschersleben (1252–1267)
- Heinrich II. (Mecklenburg), der Löwe, Fürst von Mecklenburg (1287–1329)
- Heinrich II. (Löwen), Graf (1056–1079)
- Heinrich II. (Limburg), Graf von Limburg (1139–1167)
- Heinrich II. (Oldenburg) (1167–?)
- Heinrich II. (Champagne), Graf (1181–1197) und König von Jerusalem (1192–1197)
- Heinrich II. (Arnsberg), Graf († nach 1207)
- Heinrich II. (Schwarzburg-Blankenburg), Graf (1197–1236)
- Heinrich II. (Nassau), der Reiche, Graf (1198–1247)
- Heinrich II. (Tecklenburg), Graf (1202–1226)
- Heinrich II. (Bar), Graf (1214–1239)
- Heinrich II. (Hoya), Graf (1235–1290)
- Heinrich II. (Zweibrücken), Graf (1237–1281)
- Heinrich II. (Ortenburg), Reichsgraf von Ortenburg (1241–1257)
- Heinrich II. (Vaudémont), Graf (1279–1299)
- Heinrich II. (Sponheim-Starkenburg) (1292/1295–1323), Graf
- Heinrich II. von Waldeck, Graf (1305–1344), siehe Heinrich IV. (Waldeck)
- Heinrich II. von Gevore, Edelherr (um 1140-nach 1220)
- Heinrich II. (Isenburg-Grenzau), Herr von Isenburg (1202), Herr von Grenzau (1215–1227), Herr von Limburg und Cleeberg (1220–1227)
- Heinrich II. (Ligny), Herr von Ligny
- Heinrich II. (Reuß-Gera), Herr
- Heinrich II. Reuß von Plauen, Herr (1303–1350)
- Heinrich II. (Plauen), Vogt († 1302)
- Heinrich II., Herzog von Niederlothringen, siehe Heinrich I. (Brabant)
- Heinrich II. (Augsburg), Bischof von Augsburg (1047–1063)
- Heinrich II. von Heiligenkreuz (* um 1200; † 1284), Zisterziensermönch und Abt dreier Klöster
- Heinrich II. von Admont OSB (* vor 1250; † 1297), salzburgischer Geistlicher und von 1275 bis 1297 Abt der Benediktinerabtei St. Blasius zu Admont
- Heinrich II. (Berchtesgaden), Stiftspropst (1217–1231)
- Heinrich II. (Bischof von Havelberg) († 1290), von 1271/1272 bis 1290 Bischof von Havelberg
- Heinrich II. (Chur), Bischof von Chur (1180–1193/1194)
- Heinrich II. von Finstingen, Erzbischof von Trier (1260–1286)
- Heinrich II. von Isny, Kurfürst und Erzbischof (1286–1288), siehe Heinrich von Isny
- Heinrich von Pettau († 1217), als Heinrich II. Bischof von Gurk
- Heinrich II. von Klingenberg (um 1240–1306), von 1293 bis 1306 Fürstbischof von Konstanz
- Heinrich II. von Raron, von 1273 bis 1274 Bischof von Sitten
- Heinrich II., Edler von Stadion († 1294), von 1276 bis 1294 Abt im Kloster St. Blasien im Südschwarzwald
- Heinrich II. von Stammer († 1481), von 1466 bis 1481 Bischof von Naumburg
- Heinrich II. von Sternberg († 1328), von 1324 bis 1328 Fürstbischof des Hochstiftes Bamberg
- Heinrich II. von Stühlingen († 1165), von 1159 bis 1165 Bischof von Würzburg
- Heinrich II. von Virneburg, Kurfürst und Erzbischof von Köln (1304–1332)
- Heinrich II. von Anhalt, Erzbischof und Regent von Magdeburg (1305–1307), siehe Heinrich III. (Anhalt)
- Heinrich II. von Moers, Fürstbischof von Münster (1424–1450)
- Heinrich II. von Bayern, Fürstbischof von Utrecht (1524–1529), siehe Heinrich von der Pfalz
- Heinrich II. von Verden († 1441), von 1407 bis 1426 Fürstbischof von Verden
- Heinrich Krafft († 1338), als Heinrich II. Bischof von Lavant

### Heinrich III.
- Heinrich III. (HRR), römisch-deutscher Kaiser (1016–1056)
- Heinrich III. (England), König (1216–1272)
- Heinrich III. (Kastilien), König (1390–1406)
- Heinrich III. (Frankreich), König (1574–1589)
- Heinrich III. (Schlesien), der Weiße, Herzog (1227/1230–1266)
- Heinrich III. (Glogau), Herzog (1274–1309)
- Heinrich III. (Bayern), der Jüngere, Herzog (983–985)
- Heinrich III. (Kärnten), Herzog (1090–1122)
- Heinrich III. (Sachsen), der Löwe, Herzog (1142–1180)
- Heinrich III. (Limburg), Herzog (bis 1221)
- Heinrich III. (Brabant), Herzog (1248–1261)
- Heinrich III. (Mecklenburg), Herzog (1379–1383)
- Heinrich III. (Braunschweig-Grubenhagen), Herzog (bis 1526)
- Heinrich III. (Münsterberg-Oels), Herzog (1565–1574)
- Heinrich III. (Anhalt), Fürst von Anhalt-Aschersleben (1266–1283)
- Heinrich III. (Reuß-Plauen), Fürst (1635–1640)
- Heinrich III. (Meißen), der Erlauchte, Markgraf (1221–1288)
- Heinrich III. (Löwen), Graf (1079–1095)
- Heinrich III. (Luxemburg), Graf (1086–1096)
- Heinrich III. von Bruchhausen, Graf von Wildeshausen-Bruchhausen (1197–1199) und Graf von Bruchhausen (1199–1234)
- Heinrich III. (Sayn), der Große, Graf (1202–1246)
- Heinrich III. (Nassau-Siegen), Graf (1290–1343)
- Heinrich III. (Bar), Graf (1291–1302)
- Heinrich III. (Schwerin) (* vor 1298; † nach 1307 ?), Graf von Schwerin
- Heinrich III. (Vaudémont), Graf (1299–1348)
- Heinrich III. (Fürstenberg) (* um 1308; † 1367), Graf
- Heinrich III. (Baden-Hachberg) († 1330), Markgraf von Hachberg und Herr zu Kenzingen
- Heinrich III. (Waldeck) († 1267)
- Heinrich III. (Saarwerden) († 1397), Graf
- Heinrich III. (Nassau-Beilstein), (1418–1477)
- Heinrich III. (Hessen), Landgraf (1458–1483)
- Heinrich III. (Nassau), Graf (1483–1538)
- Heinrich III. (Plauen), Vogt
- Heinrich III. von Plauen (1453–1519), Burggraf Hauptmann und Landvogt
- Heinrich von Helfenberg († 1326), als Heinrich III. Bischof von Gurk
- Heinrich III. (Ortenburg), Reichsgraf von Ortenburg (1297 minderjährig / 1321–1345)
- Heinrich III. (Tecklenburg), Graf von Tecklenburg als Mitregent (bis 1247)
- Heinrich III. von Virneburg, Kurfürst und Erzbischof von Mainz (1328–1346)
- Heinrich III. von Ravensburg († 1237), von 1232 bis 1237 Fürstbischof von Eichstätt
- Heinrich III. von Metz († 1336), Zisterzienserabt, kaiserlicher Kanzler und 1310–1336 Fürstbischof von Trient
- Heinrich von Burghausen (1304–1337), als Heinrich III. Bischof von Seckau
- Heinrich III. von Braunschweig-Lüneburg (1331–1363), Bischof von Hildesheim
- Heinrich III. (Lavant), Bischof von Lavant (1342–1356)
- Heinrich III. von Daun-Oberstein († 1319), von 1318 bis 1319 Bischof von Worms
- Heinrich III. von Schwarzburg, Fürstbischof von Münster (1466–1496), siehe Heinrich XXVII. von Schwarzburg
- Heinrich III. von Schauenburg († 1508), von 1473 bis 1508 Bischof von Minden
- Heinrich III. (Berchtesgaden), Stiftspropst (1252–1257)
- Heinrich III. (Abt von St. Blasien) († 1314), von 1308 bis 1314 Abt im Kloster St. Blasien im Südschwarzwald
- Heinrich III. Heppe († 1426), Abt von Kloster Ebrach
- Heinrich III. von Wangelin († 1429), Bischof von Schwerin

### Heinrich IV.
- Heinrich IV. (HRR), römisch-deutscher Kaiser (1084–1106)
- Heinrich IV. (England), König (1399–1413)
- Heinrich IV. (Kastilien), König (1425–1474)
- Heinrich IV. (Frankreich), König (1589–1610)
- Heinrich IV. (Kärnten), Herzog (1122–1123)
- Heinrich IV. (Limburg), Herzog von Berg (1225–1259)
- Heinrich IV. (Brabant), Herzog (1261–1267)
- Heinrich IV. (Schlesien), der Gerechte, Seniorherzog von Polen (1288–1290)
- Heinrich IV. (Glogau), Herzog (1312–1342)
- Heinrich IV. (Holstein), Herzog von Schleswig (1404–1427)
- Heinrich IV. (Mecklenburg), Herzog (1423–1477)
- Heinrich IV. (Braunschweig-Grubenhagen), Fürst (1464–1526)
- Heinrich IV. (Luxemburg), der Blinde, Graf (1136–1196)
- Heinrich IV. (Bar), Graf (1337–1344)
- Heinrich IV. (Vaudémont), Graf († 1346)
- Heinrich IV. (Baden-Hachberg), von 1330 bis 1369 Markgraf von Hachberg und Herr zu Kenzingen
- Heinrich IV. zu Castell, Graf (1546–1595)
- Heinrich IV. (Nassau-Beilstein), Graf (1448/49–1499)
- Heinrich IV. (Sayn), Graf (1573–1606)
- Heinrich IV. (Ortenburg), Reichsgraf von Ortenburg (1345–1395)
- Heinrich IV. (Waldeck) († 1348), von 1305 bis 1344 Graf von Waldeck
- Heinrich IV. von Heßberg († 1207), von 1202 bis 1207 Bischof von Würzburg
- Heinrich Krapff († 1387), als Heinrich IV. Bischof von Lavant
- Heinrich IV. (Berchtesgaden), Stiftspropst von Berchtesgaden (1317–1333)

### Heinrich V.
- Heinrich V. (HRR), römisch-deutscher Kaiser (1111–1125)
- Heinrich V. (England), König (1386–1422)
- Heinrich V. (Bayern), Herzog (1004–1009, 1018–1026)
- Heinrich V. (Schlesien), der Dicke, Herzog von Breslau (1290–1296)
- Heinrich V. (Kärnten), Herzog (1144–1161)
- Heinrich V. (Glogau-Sagan), der Eiserne, Herzog (1342–1369)
- Heinrich V. (Mecklenburg), der Friedfertige, Herzog (1503–1552)
- Heinrich V. (Luxemburg), der Blonde, Graf (1226–1281)
- Heinrich V. (Görz), Graf von Görz (1338–1362)
- Heinrich V. (Sternberg), Graf (1346–1385)
- Heinrich V. (Ortenburg), Graf von Neu-Ortenburg (1422–1449)
- Heinrich V. von Knöringen (1570–1646), Bischof von Augsburg
- Henri d’Artois, als Heinrich V. ab 1830 legitimistischer Prätendent auf den Thron Frankreichs

### Heinrich VI.
- Heinrich (VI.) (HRR) (1137–1150), römisch-deutscher Mitkönig mit seinem Vater Konrad III.
- Heinrich VI. (HRR) (1165–1197), Kaiser
- Heinrich VI. (1265/1273–1335), König von Böhmen, siehe Heinrich von Kärnten
- Heinrich VI. (England) (1421–1471), König von England
- Heinrich VI. (1016/1017–1056), Herzog von Bayern, siehe Heinrich III. (HRR)
- Heinrich VI. (Schlesien) (der Gute; 1294–1335), Herzog von Breslau
- Heinrich VI. (Glogau-Sagan) (vor 1345–1393), Herzog
- Heinrich VI. (Luxemburg) (1240–1288), Graf
- Heinrich VI. (Görz) (1376–1454), Graf
- Heinrich VI. von Plauen (1536–1572), Burggraf zu Meißen
- Heinrich VI. (Waldeck) (der Eiserne; um 1340–1397), Graf von Waldeck
- Heinrich VI. (Reuß-Obergreiz) (1649–1697), Graf zu Obergreiz und Generalfeldmarschall

### Heinrich VII.
- Heinrich VII. (HRR), Kaiser (1312–1313)
- Heinrich (VII.) (HRR), König (1222–1235)
- Heinrich VII. (England), König (1485–1509)
- Heinrich VII. (Bayern), Herzog (1042–1047)
- Heinrich VII. (Liegnitz) (1355–1398), Herzog von Liegnitz und von 1389/1390 bis 1398 Bischof von Kujawien
- Heinrich VII. (Glogau-Sagan), Herzog (1369–1378)
- Heinrich VII. (Ortenburg), Reichsgraf (1600–1603)
- Heinrich VII. (Schwarzburg-Blankenburg), Graf (1285–1324)
- Heinrich VII. (Niedersalm), Graf (?–1416)
- Heinrich VII. (Waldeck), Graf von Waldeck († nach 1442)

### Heinrich VIII./…
- Heinrich VIII. (Brieg) (1344–1399), schlesischer Herzog
- Heinrich VIII. (Glogau) (1357/1363–1397), Herzog von Sagan und Glogau
- Heinrich VIII. (Waldeck) (1465–1513), Graf von Waldeck
- Heinrich VIII. (England) (1491–1547), König von England
- Heinrich VIII. von Ortenburg (1594–1622), Sohn des Reichsgrafen Heinrich VII. von Ortenburg und dessen Gemahlin Johannetta
- Heinrich VIII. (Bayern) war: Heinrich IV. (HRR)

- Heinrich IX. (Bayern), der Schwarze, Herzog (1120–1126)
- Heinrich IX. (Liegnitz-Lüben), Herzog von Liegnitz, Lüben, Haynau und Ohlau (1399–1419/1420)
- Heinrich IX. (Glogau), Herzog (1413–1467)
- Heinrich IX. (Waldeck), Graf (1577)
- Heinrich IX. Reuß zu Köstritz (1711–1780), Graf (1748–1780)
- Heinrich IX. (Plauen) (1373–1413), Herr zu Plauen und Königswart

- Heinrich X. (Bayern), der Stolze, Herzog (1126–1138), siehe Heinrich der Stolze
- Heinrich X. (Glogau), Herzog (1413–1423)
- Heinrich X. (Haynau), Herzog (1441–1452)
- Heinrich X. (Reuß-Ebersdorf), Graf (1676–1711)
- Heinrich X. (Reuß-Lobenstein), Herr (1647–1671)

- Heinrich XI. (Glogau), Herzog (1467–1476)
- Heinrich XI. (Liegnitz), Herzog (1551–1576, 1580–1581)
- Heinrich XI. (Reuß-Greiz), Graf (1722–1778), Fürst (1778–1800)
- Heinrich XI. (Reuß-Schleiz), Graf (1692–1726)
- Heinrich XI. (Bayern) ist: Heinrich II. (Österreich)

- Heinrich XII. (Bayern), der Löwe, Herzog (1156–1180)
- Heinrich XII. (Reuß-Schleiz), Graf (1744–1784)
- Heinrich XII. (Schwarzburg-Blankenburg), Graf (1336–1372)

- Heinrich XIII. (Bayern) (1235–1290), ab 1254 Herzog von Bayern und der Pfalz
- Heinrich XIII. (Reuß-Greiz) (1747–1817), ab 1800 Fürst des Fürstentums Reuß älterer Linie

- Heinrich XIV. (Bayern), der Ältere, Herzog (1310–1339)
- Heinrich XIV. (Reuß jüngere Linie), Fürst (1867–1913)

- Heinrich XV. (Bayern), der Natternberger, Herzog (1312–1333)
- Heinrich XV. Reuß zu Greiz, von Plauen, Fürst, Feldmarschall und Vizekönig von Lombardei-Venedig (1814–1815)

- Heinrich XVI. (Bayern), der Reiche, Herzog (1393–1450)
- Heinrich XIX. (Reuß-Greiz), Fürst (1817–1836)
- Heinrich XX. (Reuß-Greiz), Fürst (1836–1859)
- Heinrich XXII. (Reuß-Greiz), Fürst (1859–1902)
- Heinrich XXIV. (Reuß-Greiz), Fürst (1902–1918)
- Heinrich XXIV. (Reuß-Köstritz), Graf (1681–1748)
- Heinrich XXIV. (Reuß-Ebersdorf), Graf (1747–1779)
- Heinrich XXVII. (Reuß jüngere Linie), Fürst (1913–1918)
- Heinrich XXIX. (Reuß-Ebersdorf), Graf (1711–1747)
- Heinrich XXXV. Reuß zu Lobenstein (1738–1805), erster Fürst Reuß zu Lobenstein
- Heinrich XXXV. (Schwarzburg-Sondershausen) (1689–1758), der „Diamantenfürst“, regierender Fürst von Schwarzburg-Sondershausen
- Heinrich XLII. (Reuß-Schleiz), Fürst (1784–1818)
- Heinrich XLIII. (Reuß-Schleiz-Köstritz), Fürst (1806–1814)
- Heinrich LI. (Reuß-Ebersdorf), Fürst (1779–1822)
- Heinrich LIV. (Reuß-Lobenstein), Fürst von Reuß-Lobenstein (1805–1824)
- Heinrich LXII. (Reuß jüngere Linie), Fürst (1818–1854)
- Heinrich LXIII. (Reuß-Schleiz-Köstritz), Fürst (1833–1841)
- Heinrich LXIV. (Reuß-Schleiz-Köstritz), Fürst (1814–1856)
- Heinrich LXVII. (Reuß jüngere Linie), Fürst (1854–1867)
- Heinrich LXXII. (Reuß-Ebersdorf), Fürst (1822–1848)

## Heinrich…
- Heinrich Casimir I. (Nassau-Dietz), Fürst (1632–1640)
- Heinrich Casimir II. (Nassau-Dietz), Fürst (1664–1696)
- Heinrich Raspe IV., Gegenkönig (1246–1247)
- Heinrich Břetislav III., Herzog von Böhmen (1193–1197)
- Heinrich Hermann von Hess, Baron und Vizekönig von Lombardei-Venedig (1859)
- Heinrich Julius (Braunschweig-Wolfenbüttel), Herzog von Braunschweig-Lüneburg, Bischof von Halberstadt (1578–1613)
- Heinrich von Wernigerode († 1429), Graf von Wernigerode

## Heinrich der Friedfertige
- Heinrich II. (Braunschweig) (1411–1473), Herzog zu Braunschweig-Lüneburg, Fürst von Lüneburg und Fürst von Braunschweig-Wolfenbüttel
- Heinrich V. (Mecklenburg) (1479–1552), Herzog zu Mecklenburg

## Weitere kirchliche Herrscher
- Heinrich (Münsterschwarzach) († 1339), Abt von Münsterschwarzach
- Heinrich von Pirnbrunn († 1343), Salzburger Erzbischof
- Heidenreich Wolf von Lüdinghausen, Fürstbischof von Münster (1381–1392)
- Heinrich von Lenzburg († 1051 oder 1056), von 1039 bis 1051 oder 1056 Bischof von Lausanne
- Heinrich von Lützelburg (OFM) († 1274), 1247–1251 Bischof von Semgallen, 1251–1263 Bischof von Kurland und 1263–1274 Bischof von Chiemsee
- Heinrich II. von Nauen († 1418), Bischof von Schwerin, siegelte den Antrag auf Einrichtung der Universität Rostock
- Heinrich der Ältere von Plauen, Hochmeister des Deutschen Ordens (1410–1413, † 1429)
- Heinrich II. (Ebrach) († 1349), Abt von Ebrach
- Heinrich III. Heppe († 1426), Abt von Ebrach
- Heinrich V. Blumentrost († 1455), Abt von Ebrach
- Heinrich VI. Pförtner († 1646), Abt von Ebrach
- Heinrich III. von Schauenburg († 1508), von 1473 bis 1508 Bischof von Minden
- Heinrich von Tunna, auch genannt Heinrich Bart († 1209), dritter Hochmeister des Deutschen Ordens von 1208 bis 1209
- Heinrich von Corvey (Heinrich von Boyneburg, Heinrich von Northeim; † nach 1152), von 1143 bis 1146 Abt von Corvey
- Heinrich von Wartenberg († 1274), Gegenabt der Fürstabtei St. Gallen von 1272 bis 1274
- Heinrich von St. Gallen (Abt) († 1324), Abt von Kloster Wettingen

## Nichtregenten
- Heinrich I. von Hanau-Hořovice, 4. Fürst von Hanau
- Heinrich, 5. Fürst von Hanau (* 1900)
- Heinrich, 6. Fürst von Hanau (* 1923)
- Heinrich der Sanftmütige (1299–1327), Herzog von Österreich
- Heinrich der Seefahrer (1394–1460)